# Giovanni Archinto
Giovanni Archinto (Milão, 10 de agosto de 1736 - Milão, 9 de fevereiro de 1799) foi um cardeal do século XVIII e XIX

## Nascimento
Nasceu em Milão em 10 de agosto de 1736. Segundo dos quatro filhos de Filippo Archinto, conde de Tainate, e Giulia Borromeo-Arese. Sobrinho-bisneto do Cardeal Giuseppe Archinto (1699). Sobrinho dos Cardeais Alberico Archinto (1756); e Vitaliano Borromeo (1766), por parte de mãe.

## Educação
Estudou na Universidade de Pavia; e mais tarde na Universidade La Sapienza, em Roma, onde obteve o doutorado in utroque iure, tanto em direito canônico quanto em direito civil, em 27 de julho de 1759.

## Juventude
Entrou na prelazia romana. Em 1749 tornou-se abade commendatario de S. Antonio de Milano. Deveu o seu sucesso inicial ao interesse e à proteção do seu poderoso tio, o cardeal Alberico, secretário de Estado de Bento XIV. Camareiro privado do Papa Clemente XIII em 1758. Nesse mesmo ano, foi enviado à França como ablegato apostólico para levar o barrete vermelho ao novo cardeal François-Joachim de Pierre de Bernis, futuro embaixador da França em Roma. Enquanto esteve em Paris, conseguiu conquistar o respeito e a simpatia do rei Luís XV, com resultados altamente lucrativos, porque o rei lhe concedeu as receitas da abadia beneditina de Saint-Faron, na diocese de Meaux. Referendário dos Tribunais da Assinatura Apostólica de Justiça e de Graça, 20 de setembro de 1759.

## Ordens
Recebeu o subdiaconado em 23 de dezembro de 1759. Vice-legado em Bolonha, 1759-1763. Recebeu o diaconado em 2 de março de 1760.
Ordenado em 3 de março de 1760. Protonotário apostólico de numero participantium. Relator da Congregação da Sagrada Consulta, junho de 1763. Abade commendatario de S. Giuliano, Como, fevereiro de 1764.

## Episcopado
Eleito arcebispo titular de Filippi em 1º de dezembro de 1766. Consagrado em 8 de dezembro de 1766, Palácio Quirinale, Roma, pelo Papa Clemente XIII, assistido por Scipione Borghese, arcebispo titular de Teodosia, e por Ignazio Reali, arcebispo titular de Atenas. Na mesma cerimônia foi consagrado Giovanni Battista Caprara, arcebispo titular de Icônio, futuro cardeal.
Assistente no Trono Pontifício, 8 de dezembro de 1766. Núncio no Grão-Ducado da Toscana, 20 de dezembro de 1766 até junho de 1769. Abade commendatario de S. Maria di Brera, Milão, 1766. Abade commendatario de S. Lanfranco, diocese de Pavia. Em 6 de agosto de 1767, tornou-se membro da Accademia della Crusca.
Secretário do Memoriali, 20 de junho de 1769. Mordomo papal e prefeito do Palácio Apostólico, 9 de novembro de 1770. O Sagrado Colégio dos Cardeais nomeou-o governador do conclave de 1774-1775, no qual foi eleito Papa Pio VI. O novo papa confirmou-o nos seus cargos e renovou e aumentou os privilégios econômicos desses cargos. Abade commendatario de Ss. Pietro e Paolo, Cremona, de novembro de 1775; trocou aquela abadia pela de S. Lanfranco, Pavia, abril de 1776.

## Cardinalato
Criado cardeal e reservado in pectore no consistório de 15 de abril de 1776; publicado no consistório de 20 de maio de 1776; recebeu o chapéu vermelho em 18 de dezembro de 1777; e o título de Ss. XII Apostoli, 15 de julho de 1776. Protetor das Ordens dos Beneditinos Olivetani, janeiro de 1777; e Santo Agostinho, janeiro de 1781. Protetor da Pontifícia Academia dos Nobres Eclesiásticos, novembro de 1780. Prefeito da Sagrada Congregação de Ritos e Cerimônias de 13 de janeiro de 1781 até sua morte. Camerlengo do Sagrado Colégio dos Cardeais de 1785 até 13 de fevereiro de 1786. Abade commendatario de S. Girolamo, diocese de Como, 1793. Optou pela ordem dos bispos e pela sé suburbana de Sabina, 1º de junho de 1795. Após a invasão francesa e a proclamação da República Romana em 1798, foi expulso da cidade e fixou residência em Milão.

## Morte
Morreu em Milão em 9 de fevereiro de 1799. Exposto e enterrado em Milão.